# Hiliorodua
Hiliorodua is een bestuurslaag in het regentschap Nias Selatan van de provincie Noord-Sumatra, Indonesië. Hiliorodua telt 561 inwoners (volkstelling 2010).